# Sylviane Félix
Sylviane Félix (Créteil, 31 ottobre 1977) è un'ex velocista francese.
In carriera è stata campionessa mondiale ed europea della staffetta 4×100 metri.

## Record nazionali

### Seniores
- Staffetta 4×100 metri: 41"78 ( Parigi, 30 agosto 2003) (Patricia Girard, Muriel Hurtis, Sylviane Félix, Christine Arron)

## Palmarès
| Anno | Manifestazione          | Sede          | Evento      | Risultato        | Prestazione | Note                                     |
| ---- | ----------------------- | ------------- | ----------- | ---------------- | ----------- | ---------------------------------------- |
| 1993 | Europei juniores        | San Sebastián | 4×100 m     | Argento          | 44"38       |                                          |
| 1994 | Mondiali juniores       | Lisbona       | 200 m piani | 5ª               | 23"61       |                                          |
| 1995 | Europei juniores        | Nyíregyháza   | 200 m piani | Bronzo           | 23"81       |                                          |
| 1995 | Europei juniores        | Nyíregyháza   | 4×400 m     | Oro              | 3'32"79     |                                          |
| 1996 | Mondiali juniores       | Sydney        | 200 m piani | Oro              | 23"16       |                                          |
| 1997 | Giochi del Mediterraneo | Bari          | 100 m piani | Bronzo           | 11"27       |                                          |
| 1997 | Giochi del Mediterraneo | Bari          | 4×100 m     | Oro              | 42"63       | Record dei campionati                    |
| 1997 | Mondiali                | Atene         | 200 m piani | 8ª               | 22"81       |                                          |
| 1997 | Mondiali                | Atene         | 4×100 m     | Bronzo           | 42"21       | Record nazionale                         |
| 1998 | Europei                 | Budapest      | 4×100 m     | Oro              | 42"59       |                                          |
| 2001 | Giochi del Mediterraneo | Tunisi        | 4×100 m     | Oro              | 44"40       |                                          |
| 2001 | Mondiali                | Edmonton      | 4×100 m     | Argento          | 42"39       | Miglior prestazione personale stagionale |
| 2002 | Europei indoor          | Vienna        | 200 m piani | 5ª               | 23"87       |                                          |
| 2002 | Europei                 | Monaco        | 200 m piani | 4ª               | 22"89       |                                          |
| 2002 | Europei                 | Monaco        | 4×100 m     | Oro              | 42"46       |                                          |
| 2003 | Mondiali indoor         | Birmingham    | 60 m piani  | Semifinale       | 7"24        |                                          |
| 2003 | Mondiali                | Saint-Denis   | 200 m piani | Quarti di finale | 23"27       |                                          |
| 2003 | Mondiali                | Saint-Denis   | 4×100 m     | Oro              | 41"78       | Miglior prestazione mondiale stagionale  |
| 2004 | Giochi olimpici         | Atene         | 200 m piani | Semifinale       | 22"99       |                                          |
| 2004 | Giochi olimpici         | Atene         | 4×100 m     | Bronzo           | 42"54       |                                          |
| 2005 | Giochi del Mediterraneo | Almería       | 100 m piani | Argento          | 11"46       |                                          |
| 2005 | Giochi del Mediterraneo | Almería       | 4×100 m     | Oro              | 43"75       |                                          |
| 2005 | Mondiali                | Helsinki      | 100 m piani | Quarti di finale | 11"51       |                                          |
| 2006 | Europei                 | Göteborg      | 100 m piani | 7ª               | 11"40       |                                          |
| 2006 | Europei                 | Göteborg      | 200 m piani | 5ª               | 23"45       |                                          |